# Dilatris pillansii
Dilatris pillansii là một loài thực vật có hoa trong họ Huyết bì thảo. Loài này được W.F.Barker mô tả khoa học đầu tiên năm 1940.